# Fsck

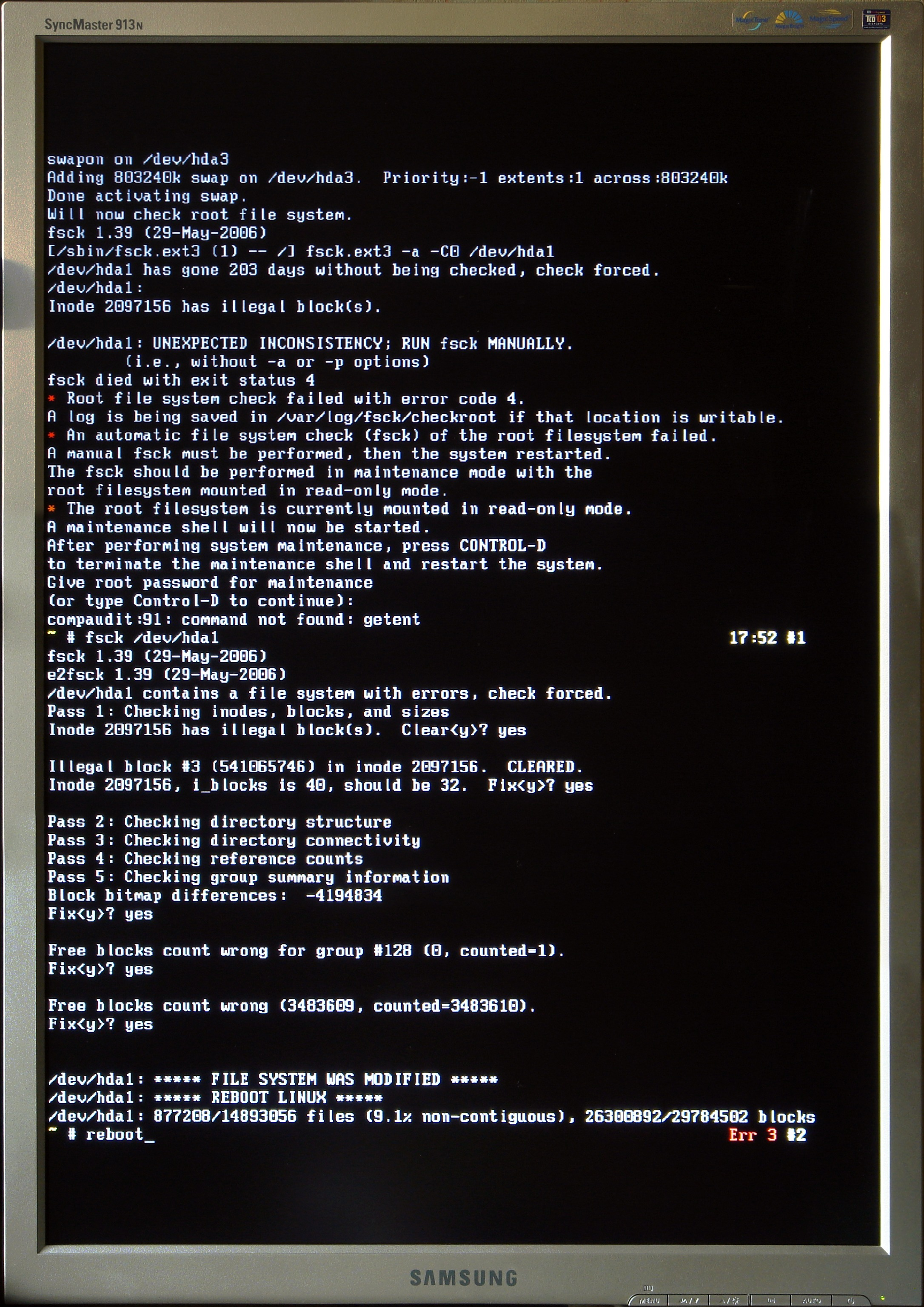
Fsck در لینوکس.

fsck (از file system check) ابزاری سیستمی است برای بررسی پایداری و ثبات فایل سیستم که در سیستم‌عامل‌های یونیکس و شبه‌یونیکس مانند لینوکس استفاده می‌شود. همچنین از fsck برای تصحیح خطاهای موجود در فایل‌سیستم نیز استفاده می‌شود.

## استفاده
به‌طور معمول fsck به صورت اتوماتیک در هنگام بوت شدن سیستم‌عامل و در زمانی که وضعیت یک فایل‌سیستم به صورت متناقض تشخیص داده شود اجرا می‌شود. معمولاً زمانی که کامپیوتر در اثر Crash یا از دست‌دادن منبع تغذیه به صورت نادرست خاموش شود این اتفاق برای فایل‌سیستم رخ می‌دهد.
به‌طور معمول، ابزارهای fsck سه گزینه ارائه می‌دهد، تعمیر تعاملی سیستم‌فایل آسیب‌دیده (کاربر تصمیم می‌گیرد که چگونه خطاها را رفع کند)، تصمیم‌گیری خودکار برای حل خطاهای خاص (که کاربر لازم نیست به هر گونه سؤالی پاسخ دهد)، یا بررسی خطاهایی که بر روی سیستم‌فایل باید رفع شوند بدون آنکه آن‌ها را رفع کند.
همچنین یک مدیر سیستم در هنگامی که تصور می‌کند برای فایل‌سیستم مشکلی رخ داده‌است، می‌تواند این ابزار را به صورت دستی اجرا کند.
به دلیل اینکه اجراکردن fsck برای تعمیر یک فایل‌سیستم که Mount شده‌است و امکان نوشتن و خواندن اطلاعات بر روی آن وجود دارد خطرناک است، به‌طور معمول زمانی که فایل‌سیستم هنوز ماونت نشده، یا به صورت فقط خواندنی ماونت شده‌است توسط fsck مورد بررسی قرار می‌گیرد.

## مثال
مثال زیر نحوهٔ استفاده از fsck برای بررسی کردن پارتیشن اول موجود در دیسک سخت دوم را در یک سیستم لینوکس نشان می‌دهد:
```
 
fsck
 
/dev/sda2

```